# Chloridolum vittigerum
Chloridolum vittigerum là một loài bọ cánh cứng trong họ Cerambycidae.